# El extraño viaje (album)
El extraño viaje è un album dei Fangoria, pubblicato il 23 ottobre 2006 dalle etichette DRO e Warner Music.
Dall'album sono stati estratti come singoli tre brani; Criticar por criticar, il 23 ottobre 2006, Ni contigo, ni sin ti, il 13 febbraio 2007 e El cementerio de mis sueños, il 17 luglio 2007.
Ha raggiunto la seconda posizione della classifica spagnola degli album.

## Tracce
1. Fantasmas – 3:44
2. Criticar por criticar – 3:33
3. Plegarias atendidas – 4:10
4. El cementerio de mis sueños – 3:07
5. Sin perdón – 3:30
6. A fuerza de vivir – 3:54
7. Si lo sabe Dios, que se entere el mundo – 3:02
8. Ni contigo, ni sin ti – 3:47
9. Cuestión de fe – 3:17
10. Las ventajas de olvidar – 3:41
11. Estés donde estés – 3:26
12. Nada más que añadir – 4:18